# 四裂白珠
四裂白珠（学名：Gaultheria tetramera）为杜鹃花科白珠树属的植物。分布在锡金以及中国大陆的西藏、贵州、云南等地，生长于海拔1,800米至4,000米的地区，常生长在灌丛中，目前尚未由人工引种栽培。

## 别名
小灰果（云南）